# Тиніс Кінт
Тиніс Кінт (ест. Tõnis Kint; 17 серпня 1896 — 5 січня 1991) — естонський державний і політичний діяч, прем'єр-міністр уряду Естонії у вигнанні з повноваженнями президента в 1960—1962 і 1963—1970 роках, Президент Естонської Республіки в екзилі (1970—1990).

## Біографія
Закінчив Вищу школу наук у Тарту. З 1916 року навчався на будівельному факультеті Ризького політехнікуму, був евакуйований в Москву. У тому ж році був призваний до російської армії, в 1917 році закінчив військове училище в Царицині. З 1917 по 1918 рік служив в Москві і Санкт-Петербурзі, воював на Українському фронті. У 1918 році повернувся в Ригу, пооступив на сільськогосподарське відділення Балтійського технічного університету, відкритого в Ризі німецькою окупаційною адміністрацією.
У тому ж році вступив до сформованого другого полку естонської армії. У 1918—1920 рр. брав участь у війні за незалежність Естонії, був командиром загону кулеметників, в кінці війни в чині лейтенанта виконував обов'язки командира бронепоїзда.
Демобілізувавшись, навчався в Копенгагені. У 1924 році закінчив сільськогосподарське і ветеринарне відділення Копенгагенського сільгоспуніверситету. У 1925 році здійснив поїздку по скандинавських країнах. Повернувшись на батьківщину працював в сільському господарстві, брав участь у політичній діяльності.
У 1938—1940 рр. був членом Рійгікогу, головою Комітету з сільського господарства. Після приєднання Прибалтики до СРСР уникнув депортації в трудові табори. Під час німецької окупації працював в комунальному відділі адміністрації ринків, був звільнений через розбіжності з окупаційною владою. Пізніше оселився на фермі батька в Паасіохе. У вересні 1944 року йому вдалося втекти від Червоної Армії до Швеції, де він працював у сільськогосподарській академії і став почесним головою Асоціації естонських фермерів і головою Народної партії Естонії.
У 1953—1963 роки обіймав посаду міністра сільського господарства і виконуючого обов'язки міністра оборони в уряді Естонії в вигнанні, в 1960—1962 і 1963—1970 роки — Прем'єр-міністр уряду Естонії у вигнанні з повноваженнями президента.
Президент Естонської Республіки в екзилі (1970—1990).
Помер в північній Швеції та був похований в Стокгольмі. 17 серпня 2013 року було перепоховано на Талліннському лісовому цвинтарі.